# Декальб (округ, Алабама)
Шаблон:StateAbbr_ 34°27′26″ пн. ш. 85°48′24″ зх. д. / 34.457222222222° пн. ш. 85.806666666667° зх. д.
 Декальб (англ. DeKalb County) — округ (графство) у штаті Алабама. Ідентифікатор округу 01049.

## Історія
Округ утворений 1836 року.

## Демографія
За даними перепису
2000 року
загальне населення округу становило 64452 осіб, зокрема міського населення було 7533, а сільського — 56919.
Серед мешканців округу чоловіків було 31508, а жінок — 32944. В окрузі було 25113 домогосподарства, 18440 родин, які мешкали в 28051 будинках.
Середній розмір родини становив 2,98.
Віковий розподіл населення поданий у таблиці:
| Стать    | До 15 років | 15-21 | 22-29 | 30-39 | 40-49 | 50-65 | 65-85 | Понад 85 |
| -------- | ----------- | ----- | ----- | ----- | ----- | ----- | ----- | -------- |
| Чоловіки | 6836        | 3118  | 3645  | 4697  | 4571  | 5091  | 3280  | 270      |
| Жінки    | 6400        | 2990  | 3382  | 4653  | 4618  | 5569  | 4519  | 813      |

## Суміжні округи
- Джексон — північ
- Дейд, Джорджія — північний схід
- Вокер, Джорджія — схід
- Чаттуга — схід
- Черокі — південний схід
- Етова — південь
- Маршалл — захід

## Виноски
1. ↑  U.S. Decennial Census. United States Census Bureau. Архів оригіналу за 26 квітня 2015. Процитовано 22 серпня 2015.
2. ↑  Historical Census Browser. University of Virginia Library. Архів оригіналу за 11 серпня 2012. Процитовано 22 серпня 2015.
3. ↑  Forstall, Richard L., ред. (24 березня 1995). Population of Counties by Decennial Census: 1900 to 1990. United States Census Bureau. Архів оригіналу за 24 вересня 2015. Процитовано 22 серпня 2015.
4. ↑  Census 2000 PHC-T-4. Ranking Tables for Counties: 1990 and 2000 (PDF). United States Census Bureau. 2 квітня 2001. Архів оригіналу (PDF) за 18 грудня 2014. Процитовано 22 серпня 2015.
5. ↑  State & County QuickFacts. United States Census Bureau. Архів оригіналу за 9 серпня 2014. Процитовано 16 травня 2014.(англ.) Наведено за англійською вікіпедією.
6. ↑  American FactFinder. Бюро перепису населення США. Архів оригіналу за 21 травня 2008. Процитовано 31 січня 2008.

| США | Це незавершена стаття з географії США. Ви можете допомогти проєкту, виправивши або дописавши її. |